# Qin (bok)
Qin är en bok från 2006 av Cecilia Lindqvist som handlar om det kinesiska stränginstrumentet qin och dess kulturhistoria. Lindqvist tilldelades Augustpriset 2006 i den facklitterära kategorin för boken.